# Галактика типа cD

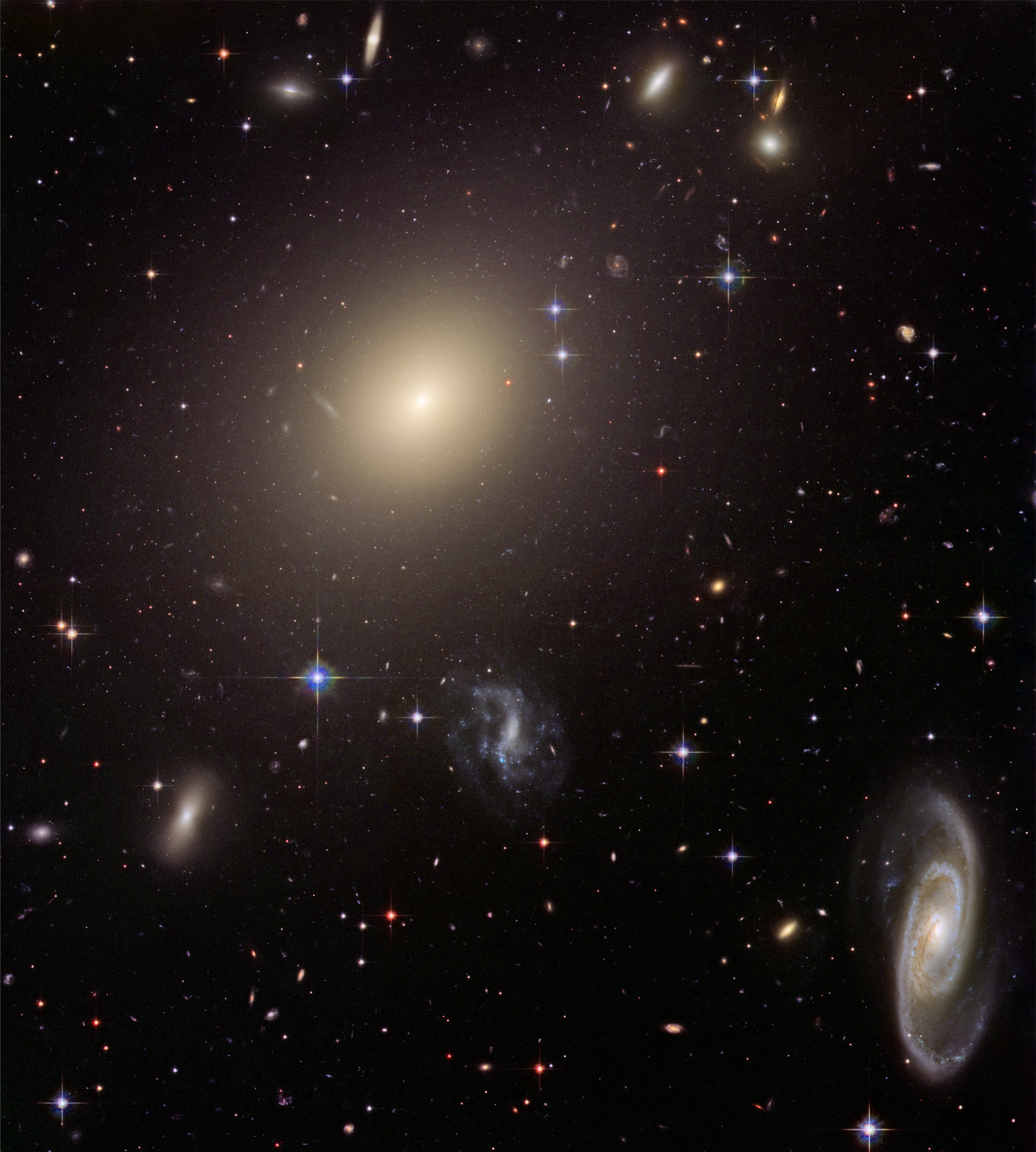
Скопление галактик Abell S0740 содержит гигантскую эллиптическую галактику ESO 325-G004 в центральной части.

Галактика типа cD (англ. type-cD galaxy, cD galaxy ) — подкласс гигантских эллиптических галактик морфологического класса D. Такие галактик обладают крупными звёздными гало и их можно обнаружить вблизи центров некоторых крупных скоплений галактик. Также такие галактики называют сверхгигантскими эллиптическими галактиками или центральными доминирующими галактиками.

## Характеристики
Галактики типа cD являются классом в рамках Йеркской классификации галактик наряду с D-типом. Символ "c" в обозначении "cD" показывает, что галактики являются очень крупными, символ "D" относится к диффузным галактикам. Зачастую обозначение "cD" используют как сокращение от "central Dominant galaxy" (центральная доминирующая галактика). Такие галактики зачастую рассматриваются как наиболее крупные представители галактик во Вселенной в принципе.
cD-галактики похожи на линзовидные галактики (S0) или эллиптические галактики, но они существенно крупнее, внешние части некоторых таких галактик превышают миллион световых лет по радиусу. cD-галактики имеют эллиптическую форму, крупные оболочки обладают низкой поверхностной яркостью. В настоящее время считается, что cD-галактики являются результатом слияния галактик. Некоторые cD-галактики обладают кратными ядрами. cD-галактики часто являются ярчайшими галактиками скопления.  Возможно, cD-галактики образовались при слиянии внутри группы галактик, а затем уже следующие галактики стали концентрироваться вокруг. Сами по себе cD-галактики не были обнаружены как галактики поля.  cD-галактики составляют около 20% от общего числа ярчайших галактик скоплений.

## Рост галактик
Считается, что cD-галактики растут при слияниях галактик, двигающихся по спирали к центру скопления галактик; соответствующую теорию представил Герберт Руд (англ. Herbert J. Rood) в 1965 году. Такой механизм роста галактик приводит к формированию большого диаметра и высокой светимости. Вторая по яркости галактика в скоплении обычно недостаточно яркая, что является следствием её поглощения. Остатки поглощённых галактик иногда проявляются в виде диффузных гало из газа и пыли. Данные гало могут достигать 3 млн световых лет в диаметре. По оценкам cD-галактика в отдельности составляет от 1 до 7% общей барионной массы внутри 12,5 вириальных радиусов.

### Динамическое трение
Считается, что динамическое трение играет важную роль в формировании cD-галактик в центрах скоплений галактик. Данный процесс начинается, когда движение крупной галактики вносит возмущения в движения малых галактик и тёмной материи, что приводит к их движению в кильватерной области крупной галактики. Такое повышение концентрации галактик происходит позади крупной галактики и оказывает на неё постоянное гравитационное воздействие, замедляя её. По мере потери кинетической энергии крупная галактика постепенно движется по спирали к центру скопления. Гигантские или сверхгигантские диффузные или эллиптические галактики станут результатом накопления газа, пыли и звёзд в центральной области скопления. Центры сливающихся или слившихся галактик могут длительное время оставаться различимыми в виде кратных ядер cD-галактик.

## cD-скопления
Галактики типа cD также используются для определения типа скоплений. Скопление галактик с cD-галактикой в центре называется скоплением типа cD или скоплением галактик типа cD.

## Примеры
- Персей A[26]
- NGC 6166[27]
- IC 1101, крупнейшая по диаметру (около 5,5 млн световых лет) известная галактика[28][29][30]
- M 87, центральная галактика скопления Девы
- NGC 1399 в скоплении Печи
- NGC 4889, сверхгигантская эллиптическая галактикa, самая яркая галактика среди объектов Колдуэлла в скоплении Волос Вероники
- NGC 6086
- QSO 0957, первый идентифицированный объект, подвергшийся гравитационному линзированию.
- 3C 401